# 韦普地区富尔讷
韦普地区富尔讷（法語：Fournes-en-Weppes，法語發音：[fuʁn ɑ̃ wɛp]），或纯音译作富尔讷昂韦普，是法国上法兰西大区北部省的一个市镇，位于该省中部偏西南，属于里尔区。

## 地理
韦普地区富尔讷（50°35'7"N, 2°53'21"E）面积8.22 平方千米，位于法国上法蘭西大區北部省，该省份为法国最北部的省份及最长的省份，西北濒北海，西接加来海峡省，南至埃纳省和索姆省，东与比利时接壤。
与韦普地区富尔讷接壤的市镇（或旧市镇、城区）包括：博康-利尼、瓦夫兰、维克尔、弗罗梅勒、埃尔利、勒迈尼勒、韦普地区桑甘。
韦普地区富尔讷的时区为UTC+01:00、UTC+02:00（夏令时）。

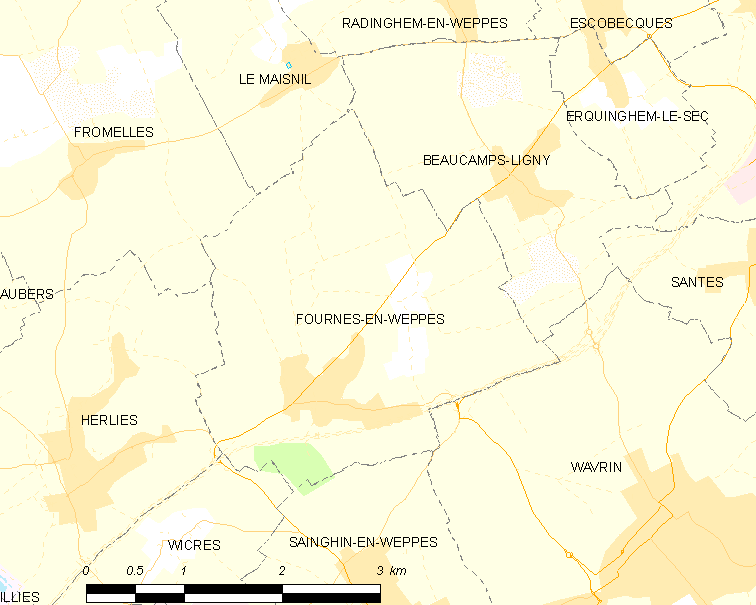
韦普地区富尔讷的OSM定位图

## 行政
韦普地区富尔讷的邮政编码为59134，INSEE市镇编码为59250。

## 政治
韦普地区富尔讷所属的省级选区为阿讷兰县。

## 人口

1962-2008年间韦普地区富尔讷人口变化图示

韦普地区富尔讷于2022年1月1日时的人口数量为2167人。